# EMX
EMX is een Brits historisch merk van motorfietsen.
EMX begon in 1976 met de productie van crossmotoren met Rotax-blokken. EMX ging in 1978 samenwerken met Cotton.
Bij Cotton-EMX werden behalve 125 en 250cc-motoren ook de EMC-motorfietsen met Sachs-motor gebouwd. EMC moet echter niet verward worden met het EMC-merk van Joe Ehrlich.